# Gnome
Pour les articles homonymes, voir Gnome (homonymie).
Le gnome est une petite créature humanoïde légendaire du folklore européen. Il est souvent confondu avec les lutins et les gobelins, qui comme lui font partie du « petit peuple ». Paracelse, au XVIe siècle, l'inclut à sa liste d’élémentaires, en tant qu’élémentaire de la terre.
Il est caractérisé par une très petite taille, une vie souterraine, et une grande connaissance des secrets telluriques. Désormais, le gnome s'est « folklorisé ». En langue anglaise, le nain de jardin est nommé garden gnome.

## Étymologie et terminologie
Le mot « gnome » est dérivé du néolatin gnomus, souvent présenté comme issu du grec ancien gnosis (« connaissance »), mais pourrait plus vraisemblablement descendre de genomos (« habitant souterrain »). Il existe une tendance à rendre les termes en français par « nain » ou par « gnome » pour le petit peuple « s'il est en relation avec les profondeurs de la terre et ses richesses, et par “lutin” s'il habite une maison ou ses alentours ».
Une importante confusion existe entre les nains et les gnomes, dont le nom vient en premier pour désigner le nain au bonnet pointu en langue française. Les gnomes sont en effet des créatures plus robustes et plus tenaces.

## Paracelse et l'abbé de Villars

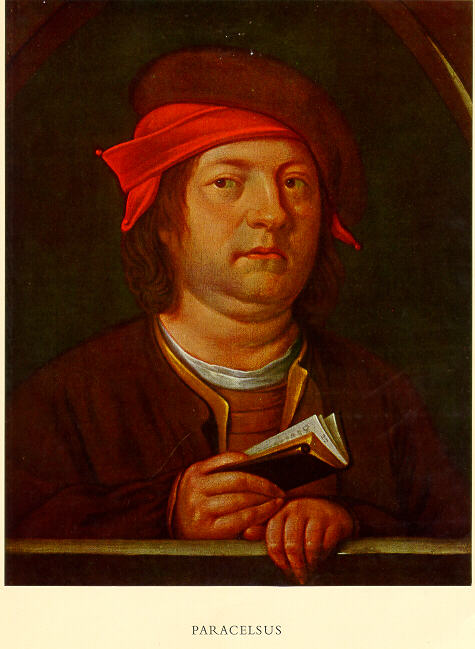
Paracelse est à l'origine d'une théorie de génération spontanée des nains, liée aux quatre éléments.

L'alchimiste Paracelse compte sept races de créatures sans âme, et y mentionne les nains sur la terre. Il croit aux génies des quatre éléments. La Terre, par génération spontanée, produit des nains qui gardent les trésors sous la montagne. Il les décrit hauts de deux empans (soit 40 cm), et très taciturnes. Géants et nains sont d'après lui issus de l'air, mais vivent sur la terre :

« Les deux autres familles sont composées d'hommes qui sont également nés sans âme ; mais qui, comme nous, respirent en dehors des Éléments. Ce sont d'une part les géants et d'autre part les nains qui vivent dans l'ombre des forêts, umbragines… Il existe des êtres qui demeurent naturellement au sein d'un même Élément. Ainsi le phénix, qui se tient dans le feu comme la taupe dans la terre. […] Quant aux géants et aux nains de la forêt, ils ont notre monde pour séjour. Tous ces êtres sans âme sont produits à partir de semences qui proviennent du ciel et des Éléments, mais sans le limon de la terre… Ils viennent au monde comme les insectes formés dans la fange « par génération spontanée ». »

— Paracelse, La grande astronomie. (Astronomia magna).
L'abbé de Villars le simplifie en 1670 :

« La terre est remplie presque jusqu'au centre de Gnomes, gens de petite stature, gardiens des trésors, des minières et des pierreries. Ceux-ci sont ingénieux, amis de l'homme et faciles à commander. Ils fournissent aux enfants des Sages tout l'argent qui leur est nécessaire et ne demandent guère pour prix de leur service que la gloire d'être commandés. Les Gnomides leurs femmes sont petites, mais fort agréables, et leur costume est fort curieux… »

— Henri de Montfaucon de Villars, Le comte de Gabalis ou Entretiens sur les sciences occultes.

## Folklore

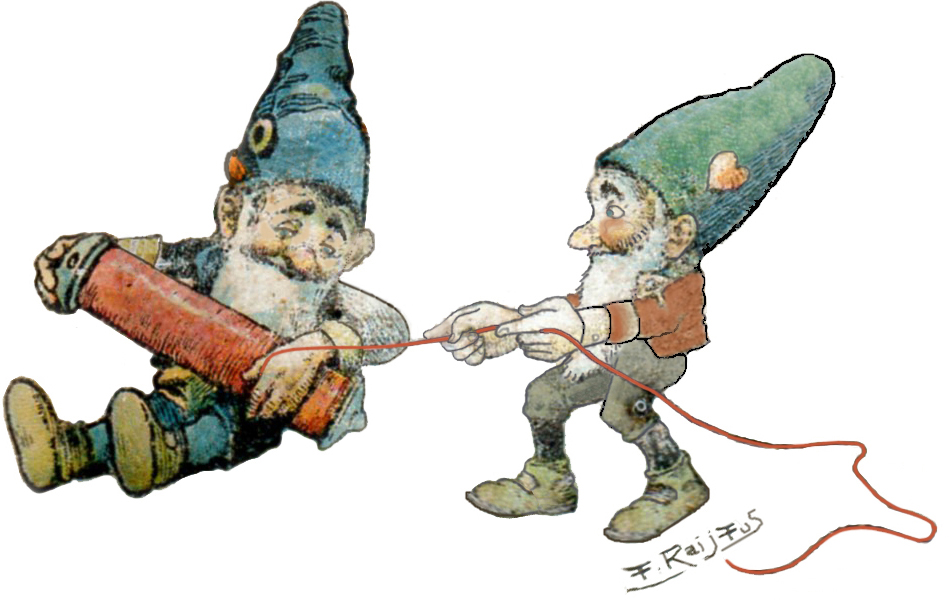
Illustration de deux gnomes couturiers.

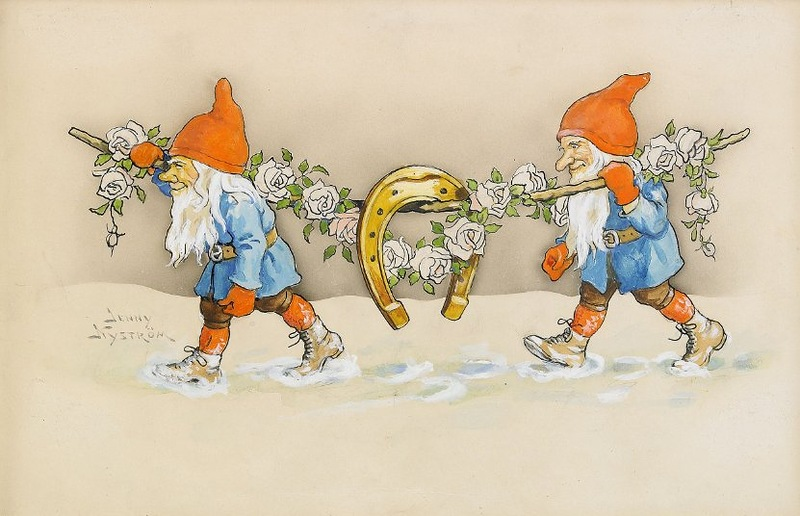
Deux gnomes scandinaves portant un fer à cheval.

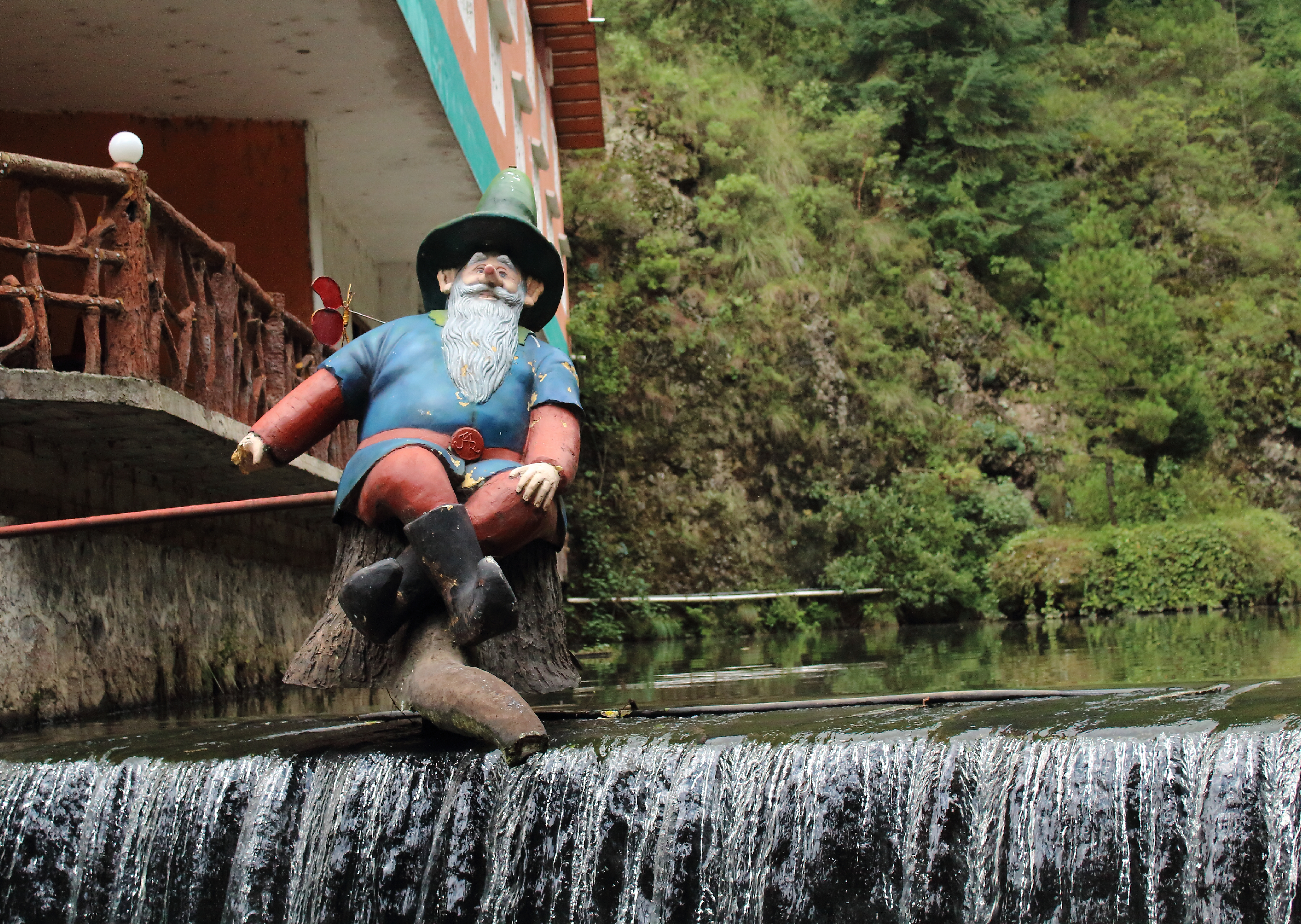
Gnome extérieur d'un restaurant, Mexique.

Souvent décrit dans les contes germaniques, par exemple ceux des frères Grimm, le gnome ressemble souvent à un vieil homme ridé vivant dans un souterrain profond où il garde un trésor enterré. Pour cette raison, les banquiers suisses sont parfois désignés par le sobriquet de « gnomes de Zurich ».
L’archétype du gnome se retrouve dans les légendes et le folklore de nombreux pays d’Europe, sous d’autres noms, comme le vættir islandais et le kaukis prussien. Mais de nombreuses confusions surgissent, car le gnome est l’une des nombreuses petites créatures surnaturelles, semblables mais subtilement différentes d’autres créatures du folklore européen, dont les nains et gobelins, avec lesquels il est souvent confondu. Selon d’autres interprétations encore, les gnomes seraient des nains, laids, difformes, malicieux et méchants ou bien, ils appartiendraient à la catégorie des génies qui, selon la Kabbale, détiendraient sous terre des trésors de pierres et métaux précieux.

### Les Gnomes Voleurs
Selon certains folklores, il existe des Gnomes Voleurs, aussi appelés Gnomes des Montagnes (gnome der Berge). Ce sont de petites créatures humanoïdes souvent représentées sous forme d'un vieil homme de petite taille avec une barbe, coiffé d'un chapeau et vêtu de rouge ou de vert. Les croyances varient, en Irlande par exemple, les « Leprechauns » habiteraient au pied d’un arc-en-ciel où ils garderaient un chaudron rempli d’or. Ils exauceraient trois vœux s’ils sont capturés. Dans d’autres folklores, le gnome voleur vivrait en groupe dans les maisons et volerait des affaires comme des chaussettes. Il est impossible de savoir d’où viennent exactement ces croyances et les origines des gnomes, mais on note qu’ils sont représentés différemment dans plusieurs parties du monde. Ils ont en commun d’être de petite taille et matérialistes. En Suisse, on utilise l’expression « Gnomes de Zurich » pour désigner les banquiers qui gardent l’argent.

## Symbolique
Les gnomes sont étroitement liés à l'étude des cristaux et pierres précieuses et annoncent « un nouvel homme réconcilié avec la nature et la connaissance de la nature », celui « qui est changé dans l'or véritable » et « qui a trouvé le soufre véritable qu'il avait oublié dans ses premières opérations. »
Certains ouvrages désignent les gnomes comme une espèce vaste qui englobe d'autres spécimens bien connus sous d'autres noms : gremlin, etc.

## Postérité
Au cours du XIXe siècle, les premiers nains de jardin arrivent en Angleterre (garden gnomes), où ils connaissent une grande popularité.

### En littérature

#### Tolkien
Dans ses écrits, J. R. R. Tolkien employa pendant quelque temps le terme de « gnome » pour parler des Ñoldor, groupe d’Elfes réputés être les plus savants de tous, en référence au terme grec gnome qui signifie « pensée, intelligence ». Il y renonça par la suite, du fait de l’association du mot aux Nains.

#### C. S. Lewis
Dans la saga Le Monde de Narnia de C. S. Lewis, dans Le Fauteuil d'argent, les gnomes sont les habitants du Monde Souterrain.

#### J. K. Rowling
Dans l'univers de Harry Potter, les gnomes sont des créatures qui envahissent le jardin du Terrier, la maison de Ron Weasley. Ils sont décrits comme un fléau à l'image des limaces. Ils sont évoqués dans le deuxième livre, Harry Potter et la Chambre des secrets, et aussi plusieurs fois dans les tomes suivants car s'en débarrasser (« dégnomer » le jardin) est une tâche rébarbative que les enfants Weasley doivent régulièrement effectuer.

### Musique
- 1874 : Le deuxième mouvement de l'œuvre de Moussorgski, Tableaux d'une exposition, s'intitule "Gnomus" (latin pour « Le Gnome »). Il est écrit pour représenter un gnome qui sautille d'un endroit à l'autre, ses mouvements changeant constamment de vitesse.
- 1967 : The Gnome est une chanson de Pink Floyd, écrite et composée par le guitariste chanteur du groupe Syd Barrett, sur leur premier album à saveur psychédélique, The Piper at the Gates of Dawn. La chanson se déroule dans un monde fictif du point de vue d'un gnome nommé Grimble Grumble.
- 1967 : The Laughing Gnome de David Bowie, sortie en single. Elle est devenue un tube lors de sa réédition en 1973, à la suite du succès commercial de Bowie.
- 1970 : All Things Must Pass de l'ancien guitariste soliste et chanteur des Beatles, George Harrison. La jaquette de l'album présente une photo noir et blanc du musicien assis parmi un groupe de nains de jardin.

### Télévision
- La série espagnole David el Gnomoi (David le gnome pour la version française) est diffusée en 1985, sa suite (La llamada de los gnomos) en 1996. Elle est multidiffusée dans les pays occidentaux (Esapgne, France, Canada, États-Unis pour la dernière série).

### Jeu de rôle

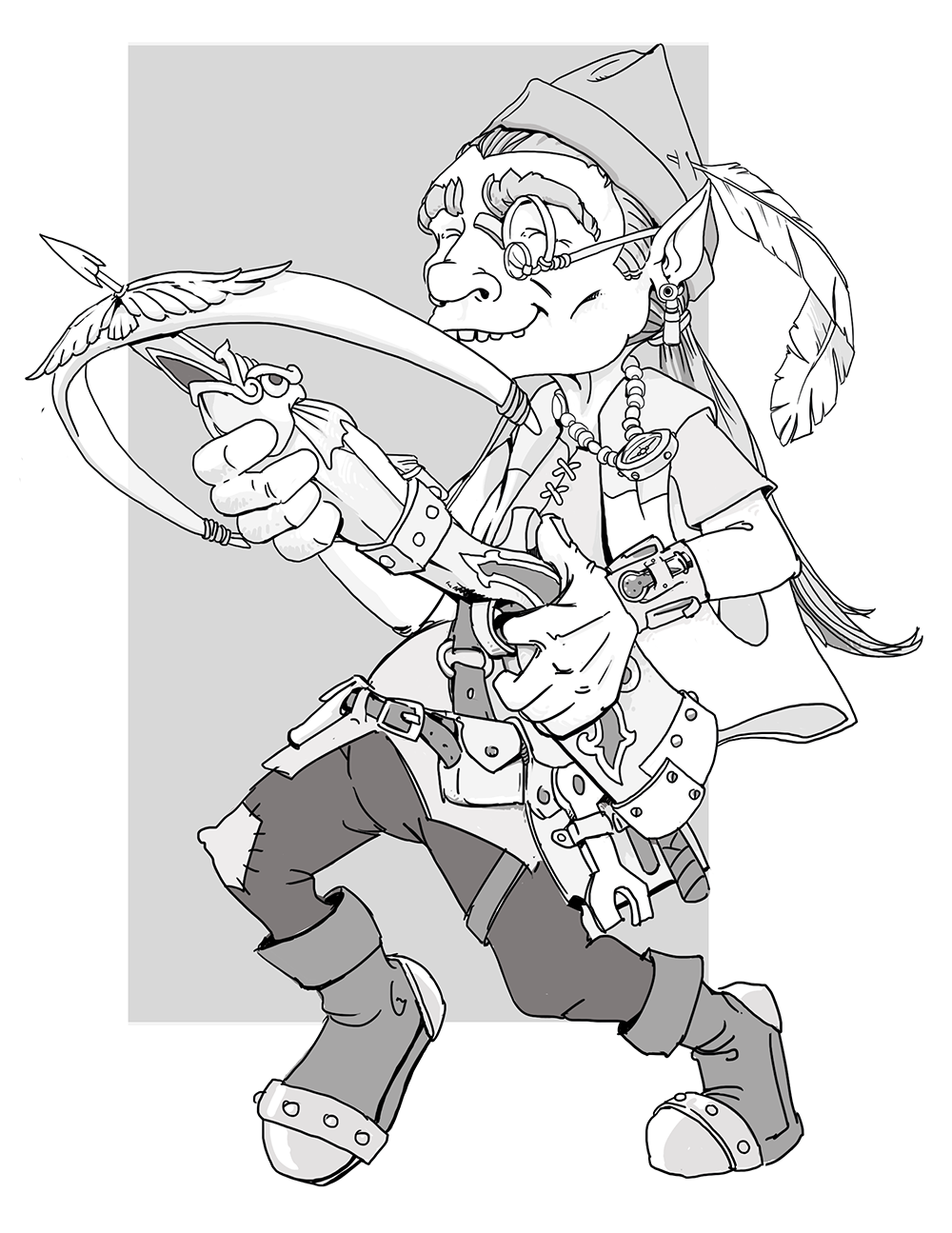
Un gnome dans le jeu de rôle Donjons et Dragons.

Ils apparaissent dans plusieurs jeux de rôle médiévaux-fantastiques. Dans Donjons et Dragons, ils sont décrits comme « des personnes appréciées de tous pour leurs talents en alchimie, ingénierie et inventeur ». De plus, ils sont connus pour leur humour et leur curiosité. Les gnomes mesurent entre 90 et 120 cm de haut et pèsent à peine plus de 20 kilogrammes. Leur peau est généralement très bronzée, pouvant même aller jusqu’à la couleur de l’écorce. Leurs cheveux sont généralement blonds et leurs yeux présentent tous les dégradés de bleu.